# Kopstal

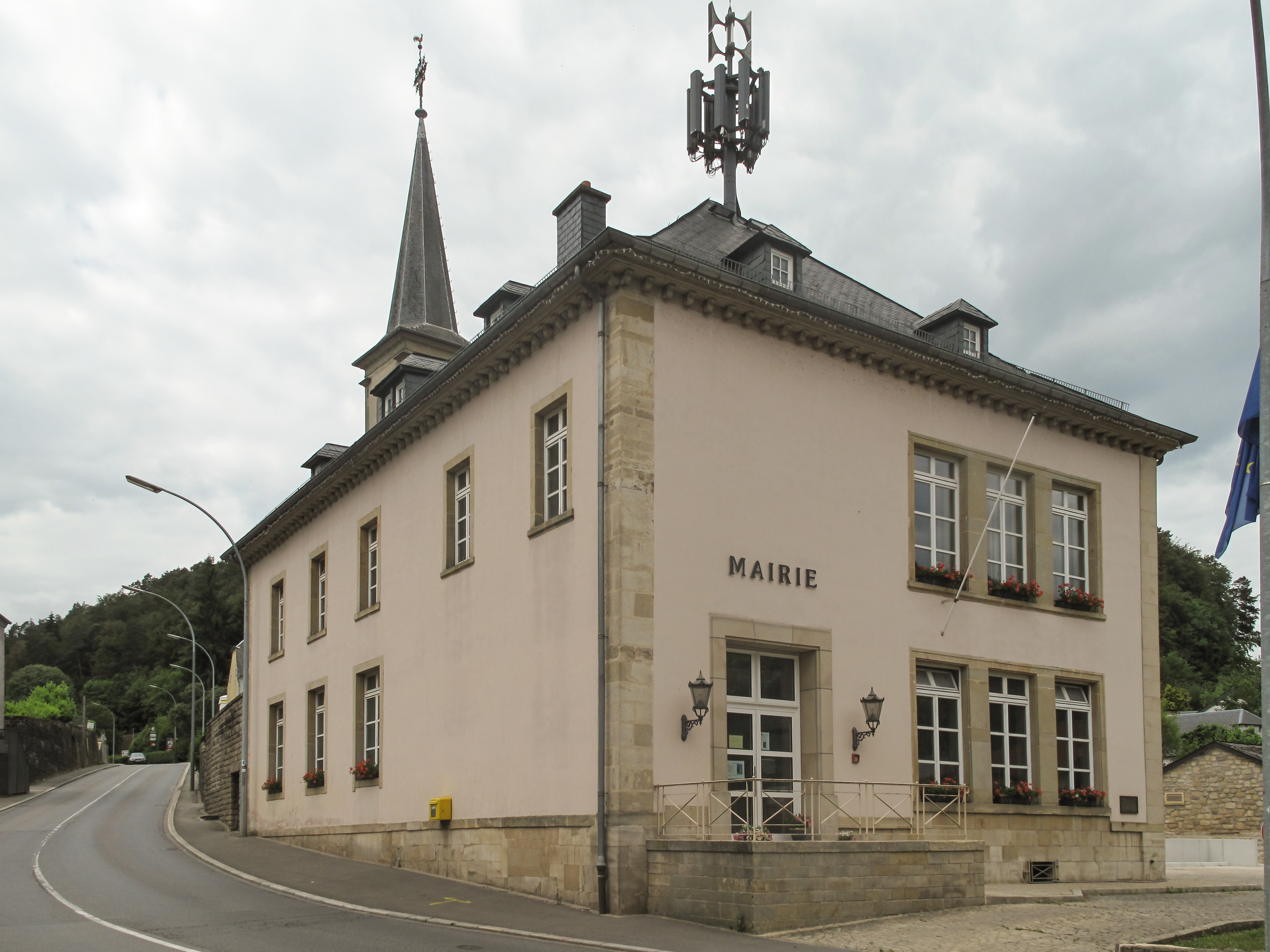
Kopstal, gemeentehuis

Kopstal (Luxemburgs: Koplescht) is een gemeente in het Luxemburgse Kanton Capellen.
De gemeente heeft een totale oppervlakte van 7,9 km² en telde 3102 inwoners op 1 januari 2007.

## Plaatsen in de gemeente
- Bridel
- Kopstal

## Ontwikkeling van het inwoneraantal
| Jaar                              | 2001 | 2002 | 2003 | 2004 | 2005 |
| --------------------------------- | ---- | ---- | ---- | ---- | ---- |
| Inwoneraantal                     | 3002 | 3001 | 2955 | 2958 | 2975 |
| Opmerking: tellingen op 1 januari |      |      |      |      |      |

## Geboren in Kopstal
- Victor Weiss (1879-??), geestelijke en dichter
- Willy Kemp (1925-2021), wielrenner